# Долина Смерті

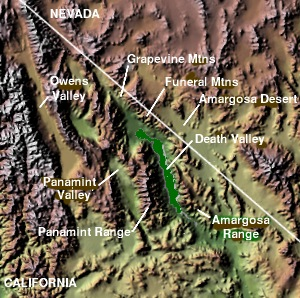
Географічне положення Долини Смерті

Доли́на Сме́рті (англ. Death Valley) — міжгірна западина в штатах Каліфорнія і Невада, найнижча западина в Північній Америці (86 м нижче рівня моря в точці з координатами 36°14′ пн. ш. 116°46′ зх. д. / 36.233° пн. ш. 116.767° зх. д.). Являє собою міжгірську западину в районі пустелі Мохаве та Великого Басейну на заході США в штаті Каліфорнія (східна Каліфорнія, округ Іньйо). Долина Смерті розташована на південний схід від гірського ланцюга Сьєрра-Невада, у Великому Басейні на території пустелі Мохаве. Долина також включає більшу частину Національного парку Долина Смерті. Тут на поверхні висохлого озера Рейстрек-Плая виявлене цікаве геологічне явище — Камені, що рухаються.

## Географія

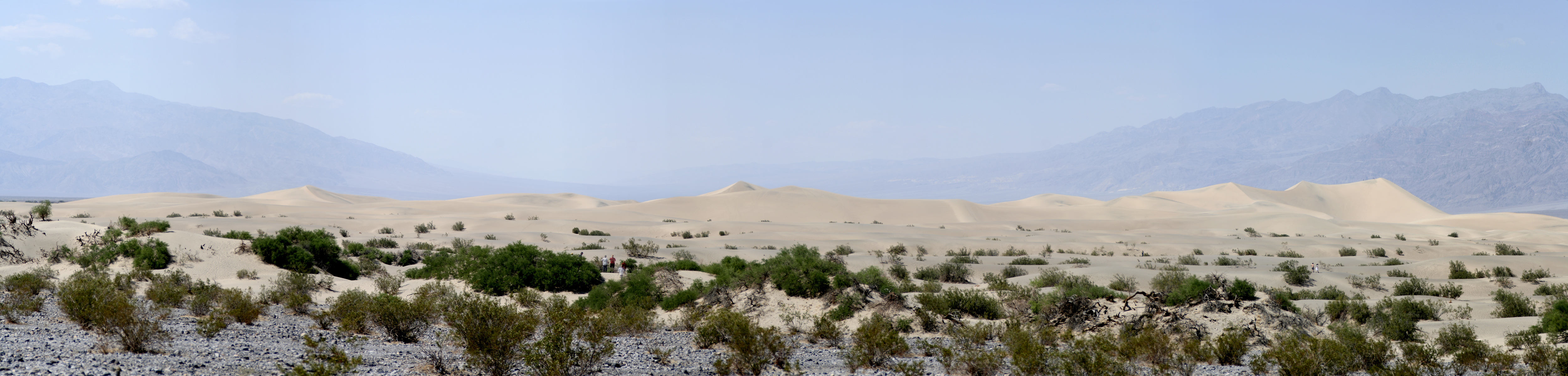
Дюни Долини Смерті

Географічно Долина Смерті вважається найкращим прикладом топографічної структури Провінції Хребтів і Долин (Basin and Range).
Висота найвищої гори Долини Смерті Телескоуп-Пік — 3367 метрів. Глибина найнижчої западини — 86 метрів нижче за рівень моря. Це друга найнижча точка земної поверхні в західній півкулі. Ця точка розташована на відстані лише 136 км від найвищої точки Континентальних штатів — гори Вітні, висота якої становить 4 421 метр.
Середня температура в липні досягає 46 °C, вночі опускається до 31 °C. Найпрохолодніший час — з кінця листопада по лютий (+5…20 °C), коли часто бувають тривалі потужні зливи. Щорічний середній рівень випадання опадів коливається від 48 мм в місцях нижче за рівень моря до 380 мм в горах, що оточують долину.
У долині в 1913 році зафіксована найвища температура в західній півкулі — 56,7 °C, що лише трохи поступається світовому рекорду температур — 58 °C, що був зафіксований у Лівійській пустелі 13 вересня 1922 року. Проте цій місцевості належить рекорд температури для червня місяця. Долина смерті схожа за своїми кліматичними характеристиками до багатьох місць, які лежать нижче рівня моря.
16 серпня 2020 року в національному парку Долина Смерті зафіксовано температуру +54,4 °C.
Липень 2023 року в Долині Смерті став найспекотнішим місяцем за всю історію спостережень, з середньодобовою температурою 42,5 °C, що на 0,2 °C вище попереднього рекорду, встановленого у 2018 році.

## Клімат Долини Смерті
| Клімат Долина смерті    | Клімат Долина смерті | Клімат Долина смерті | Клімат Долина смерті | Клімат Долина смерті | Клімат Долина смерті | Клімат Долина смерті | Клімат Долина смерті | Клімат Долина смерті | Клімат Долина смерті | Клімат Долина смерті | Клімат Долина смерті | Клімат Долина смерті | Клімат Долина смерті |
| Показник                | Січ.                 | Лют.                 | Бер.                 | Квіт.                | Трав.                | Черв.                | Лип.                 | Серп.                | Вер.                 | Жовт.                | Лист.                | Груд.                | Рік                  |
| Абсолютний максимум, °C | 31,1                 | 36,1                 | 38,9                 | 43,9                 | 50                   | 53,3                 | 56,7                 | 52,8                 | 50,6                 | 45                   | 37                   | 31,1                 | 56,7                 |
| Середній максимум, °C   | 18,9                 | 23                   | 27,4                 | 32,1                 | 37,6                 | 43                   | 46,6                 | 45,5                 | 41,1                 | 33,8                 | 24,7                 | 18,4                 | 32,7                 |
| Середня температура, °C | 12                   | 15                   | 20                   | 24                   | 29                   | 35                   | 38                   | 37                   | 33                   | 26                   | 17                   | 11                   | 25                   |
| Середній мінімум, °C    | 4,1                  | 7,8                  | 12,2                 | 16,4                 | 22,1                 | 27,1                 | 30,8                 | 29,7                 | 24,1                 | 16,4                 | 8,9                  | 3,4                  | 16,9                 |
| Абсолютний мінімум, °C  | −9,4                 | −3,3                 | −3,3                 | 3,9                  | 7,8                  | 12,2                 | 19,4                 | 18,3                 | 12,8                 | 2,8                  | −1,1                 | −5,6                 | −9,4                 |
| Норма опадів, мм        | 8.9                  | 10.7                 | 10.7                 | 3                    | 2.5                  | 1.3                  | 2.8                  | 3.6                  | 4.8                  | 3.3                  | 3                    | 4.6                  | 59.2                 |
| ----------------------- | -------------------- | -------------------- | -------------------- | -------------------- | -------------------- | -------------------- | -------------------- | -------------------- | -------------------- | -------------------- | -------------------- | -------------------- | -------------------- |
| Джерело: WRCC           |                      |                      |                      |                      |                      |                      |                      |                      |                      |                      |                      |                      |                      |

## Індіанське населення
Долина Смерті є місцем мешкання індіанського племені тімбіша (англ. Timbisha), які переселилися сюди як мінімум 1000 років тому. Декілька сімей цього племені як і раніше живуть в долині в місцевості Форнес-крік (англ. Furnace Creek). Назва долини на індіанській мові (tümpisa) означає кам'яна фарба і пов'язано з долиною, як джерелом фарби на основі червоної охри. Інше село в долині було розташоване в каньйоні Грейпвайн (англ. Grapevine Canyon), неподалік від сучасного розташування замку Скотті (англ. Scottys castle). Село називалося Maahunu, сенс назви якої точно не відомий, хоча на індіанській мові hunu означає каньйон.